# ? (album de Nena)
 (février 2017).
Si vous disposez d'ouvrages ou d'articles de référence ou si vous connaissez des sites web de qualité traitant du thème abordé ici, merci de compléter l'article en donnant les références utiles à sa vérifiabilité et en les liant à la section « Notes et références ».
Albums de Nena
Nena
(1983) 99 Luftballons
(1984)
Singles
1. ? (Fragezeichen)
Sortie : 5 décembre 1983
2. Rette mich
Sortie : 5 mars 1974
3. Lass mich dein Pirat sein
Sortie : 11 juin 1984

? (Fragezeichen) est le deuxième album du groupe de pop rock allemand Nena et le troisième album studio présentant sa chanteuse, Gabriele "Nena" Kerner.
Il est sorti en janvier 1984, juste quelques mois avant le premier album international du groupe 99 Luftballons (en) (avril 1984).
Comme le précédent opus, Nena (en) (1983), cet album a été produit par Reinhold Heil et Manne Praeker du groupe Spliff.

## Liste des titres
| 1.    | Rette mich (Rescue Me)                                        | Carlo Karges (en)  | Karges                       | 3:17 |
| 2.    | ? (Fragezeichen) (Question Mark)                              | Nena Kerner        | Jörn-Uwe Fahrenkrog-Petersen | 4:28 |
| 3.    | Das Land der Elefanten (The Land of the Elephants)            | Karges, Fahrenkrog | Fahrenkrog                   | 3:42 |
| 4.    | Unerkannt durchs Märchenland (Unrecognized Through Fairyland) | Kerner             | Jürgen Dehmel (en)           | 3:21 |
| 5.    | Küss mich wach (Kiss Me Awake)                                | Rolf Brendel (de)  | Brendel                      | 2:43 |
| 6.    | Lass mich dein Pirat sein (Let Me Be Your Pirate)             | Brendel            | Kerner, Brendel              | 4:51 |
| 7.    | Ich häng' an dir (I'm Hangin' on You)                         | Kerner             | Fahrenkrog                   | 4:13 |
| 8.    | Sois bienvenu                                                 | Brendel            | Fahrenkrog                   | 3:22 |
| 9.    | Keine Antwort (No Answer)                                     | Karges             | Dehmel                       | 3:18 |
| 10.   | Der Bus is' schon weg (The Bus Has Already Left)              | Karges             | Karges                       | 0:15 |
| 11.   | Es regnet (It's Raining)                                      | Karges             | Karges                       | 4:45 |
| 12.   | Der Anfang vom Ende (The Beginning of the End)                | Kerner             | Kerner                       | 3:53 |
| 42:16 |                                                               |                    |                              |      |

Notes
- Les titres sont donnés dans leur langue d'origine (allemand) accompagnés, pour information, d'une traduction en anglais.
- Dès 1984, l'album est édité en CD et en LP, Les titres, ci-dessus nommés, no 1 à 6 forment la face A du vinyle et les no 7 à 12, la face B[2].

## Membres du groupe
- Nena Kerner : frontman (chanteur principal), arrangement
- Jörn-Uwe Fahrenkrog-Petersen : claviers, chœurs, frontman (sur le titre 3)
- Carlo Karges (en) : guitare, chœurs
- Jürgen Dehmel (en) : basse
- Rolf Brendel : batterie, percussions
- David Sanborn : saxophone (pour les titres ? (Fragezeichen) et Lass mich dein Pirat sein)